# Іванов Євген Миколайович
Іванов Євген Миколайович (26 травня 1936, Харків — 7 квітня 1991, Одеса) — оперний співак (бас), Заслужений артист УРСР (1964), педагог, професор Одеської консерваторії.

## З життєпису
Навчався у П. В. Голубєва в Харківській консерваторії, яку і закінчив у 1959 році. Під час навчання в консерваторії був солістом Харківської обласної філармонії, потім Одеського театру опери і балету, в якому пропрацював двадцять п'ять років. У цей період в репертуар Іванова входять такі партії як Іван Сусанін, Мельник, Борис Годунов, Фальстаф, дон Базиліо, Лепорелло, Мефістофель, Гремін, Карась.
У 1971 році разом з дружиною, заслуженою артисткою України, професором піаністкою Людмилою Івановою, записав цикл романсів Сергія Рахманінова.
Починаючи з 1964 року, викладав в Одеській консерваторії, де у нього проходили стажування такі виконавці як Паата Бурчуладзе і Марія Гулегіна. Серед учнів Іванова народний артист Росії М. Кіт, заслужені артисти України В. Мітюшкін і В. Навротський, заслужений артист Білорусі О. Мельников, заслужений артист Росії Г. Корабльов, заслужений артист Росії та України О. Цилінко, заслужений артист Узбекистану В. Браун, переможець конкурсу імені Глінки Д. Харитонов, лауреат міжнародних конкурсів С. Задворний. Доцент (1977), потім професор (1987) кафедри сольного співу, завідувач кафедри оперної підготовки.